# Kning Disk
Kning Disk är ett oberoende skivbolag och konstprojekt från Göteborg som drivs av Mattias Nilsson och Louise Hammar. Projektet startades i mars 2005.
Skivbolaget ger ut skivor med experimentell musik och ljudkonst, av både nu verksamma artister som Greg Haines, Anna Von Hauswolff samt Jukka Rintamäki såväl som äldre material av pionjärer som Åke Hodell, Per Olov Ultvedt, Öyvind Fahlström och Folke Rabe.
Kning Disk jobbar med ett helhetsperspektiv där musik och omslag ägnas lika stor omsorg. Skivomslag är oftast handgjorda och skivorna ges endast ut i begränsad upplaga.